# Mr. Brownstone
"Mr. Brownstone", é uma canção da banda de rock estadunidense Guns N' Roses e incluída em seu álbum Appetite For Destruction de 1987. Foi escrita por Izzy Stradlin e Slash no apartamento de sua noiva "Desi", enquanto conversavam sobre o vício dos dois em heroína como pode ser visto em parte da letra "I used ta do a little but a little wouldn't do So the little got more and more I just keep tryin' ta get a little better Said a little better than before" (ou em português "Eu costumava usar um pouco mas um pouco não dava então o pouco foi aumentando mais e mais eu só tentava ficar um pouco melhor digo, um pouco melhor que antes"). A palavra "Brownstone" é um segundo nome para "Heroína"). Foi o primeiro single da banda a ser lançado pela Geffen. Mr. Brownstone foi o primeiro single do Guns N' Roses no Reino Unido, aparecendo no Lado A, do outro lado "It's So Easy"

## Lançamento do Single
"Mr. Brownstone" não foi lançado no mundo inteiro como todos os outros singles do Appetite for Destruction, ele foi lançado somente no Reino Unido mas pela vez foi conhecido no Lado B para "It's So Easy" e "Welcome to the Jungle" por outras partes do mundo, ele foi negligenciado do seu álbum "Greatest Hits", possivelmente devido ao fato de que era um único single britânico.

## Ao vivo
Embora ele nunca foi lançado no mundo todo como um single, "Mr. Brownstone" é usado como "grampo" nos shows do Guns N' Roses. Pertenceu no setlist de quase todos os shows desde 1986 e é tocado no início do show, geralmente. Velvet Revolver também tocou uma vez a música ao vivo com Izzy Stradlin pois ele fez uma aparição ocasional.